# Vändra församling
Vändra församling (estniska: Vändra kogudus) är en församling som tillhör Pärnu kontrakt inom den Estniska evangelisk-lutherska kyrkan. Församlingen omfattar Vändra köping och större delen av Vändra landskommun i landskapet Pärnumaa samt en del av Kehtna kommun i landskapet Raplamaa.

## Större orter
- Eidapere (småköping)
- Lelle (småköping)
- Vändra (köping)